# Sainteny
Sainteny ist eine Ortschaft und eine ehemalige französische Gemeinde mit 877 Einwohnern (Stand: 1. Januar 2022) im Département Manche in der Region Normandie.
Mit Wirkung vom 1. Januar 2016 wurden die früheren Gemeinden Sainteny und Saint-Georges-de-Bohon zu einer Commune nouvelle mit dem Namen Terre-et-Marais zusammengelegt und haben in der neuen Gemeinde den Status einer Commune déléguée. Der Verwaltungssitz befindet sich im Ort Sainteny.

## Lage
Nachbarorte sind Gorges im Nordwesten, Auvers im Norden, Méautis im Nordosten, Saint-Georges-de-Bohon im Osten, Auxais im Südosten, Raids im Süden, Saint-Germain-sur-Sèves im Südwesten und Nay im Westen.

## Bevölkerungsentwicklung
| Jahr      | 1962 | 1968 | 1975 | 1982 | 1990 | 1999 | 2008 | 2015 |
| --------- | ---- | ---- | ---- | ---- | ---- | ---- | ---- | ---- |
| Einwohner | 838  | 782  | 708  | 665  | 727  | 785  | 795  | 866  |

## Sehenswürdigkeiten

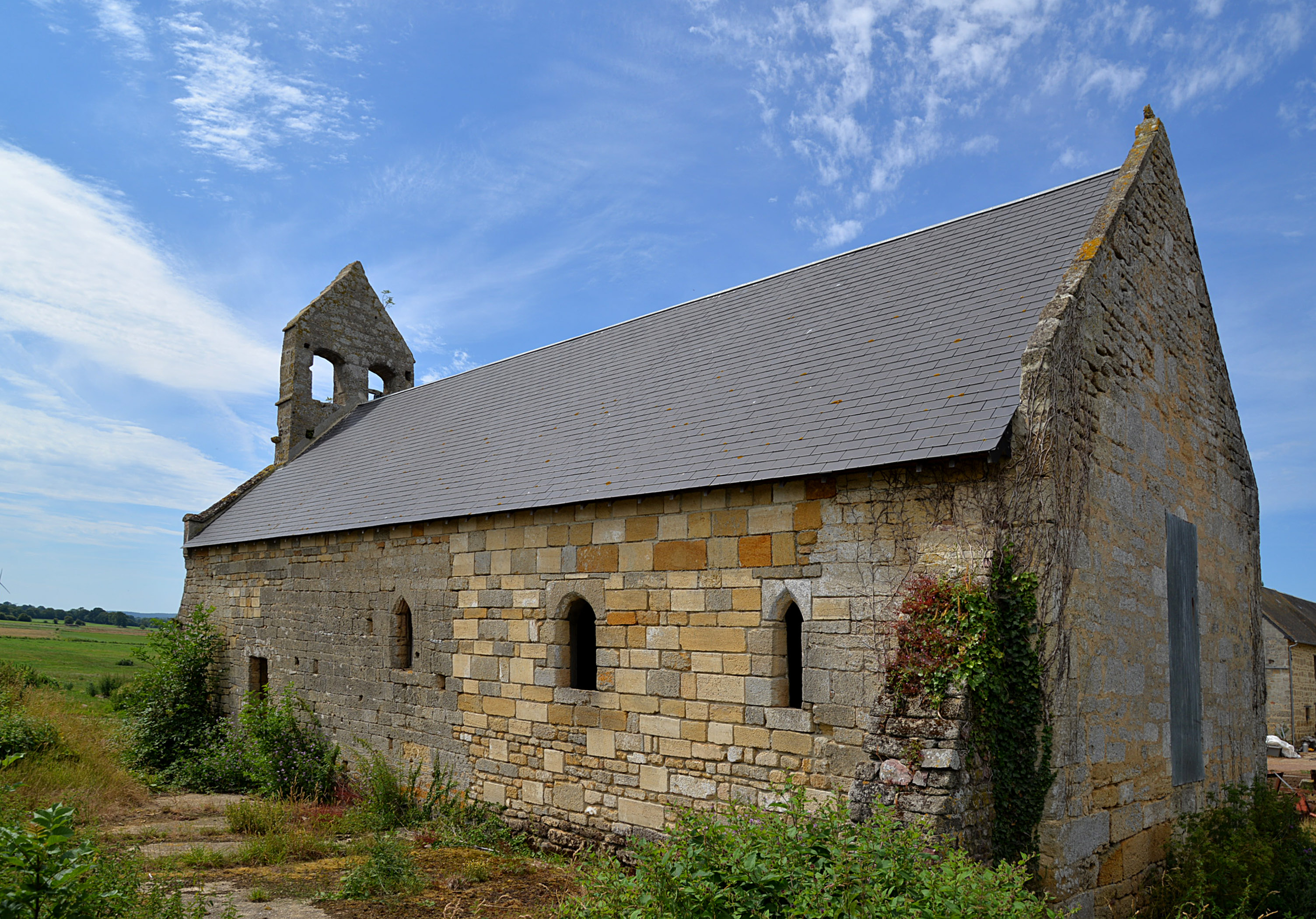
Chapelle de la Ferme Manoir de Bléhou
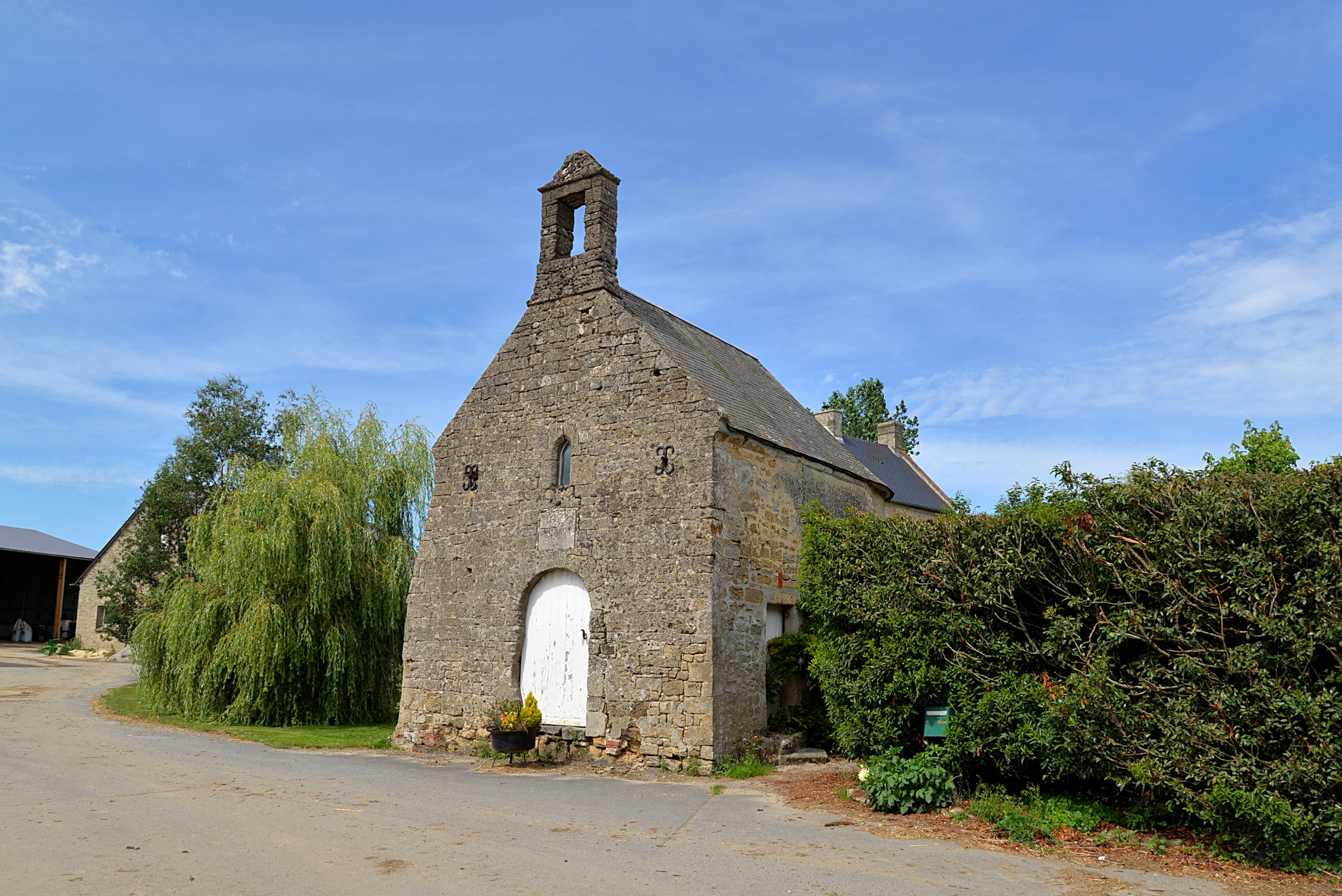
Kapelle Saint-Ortaire
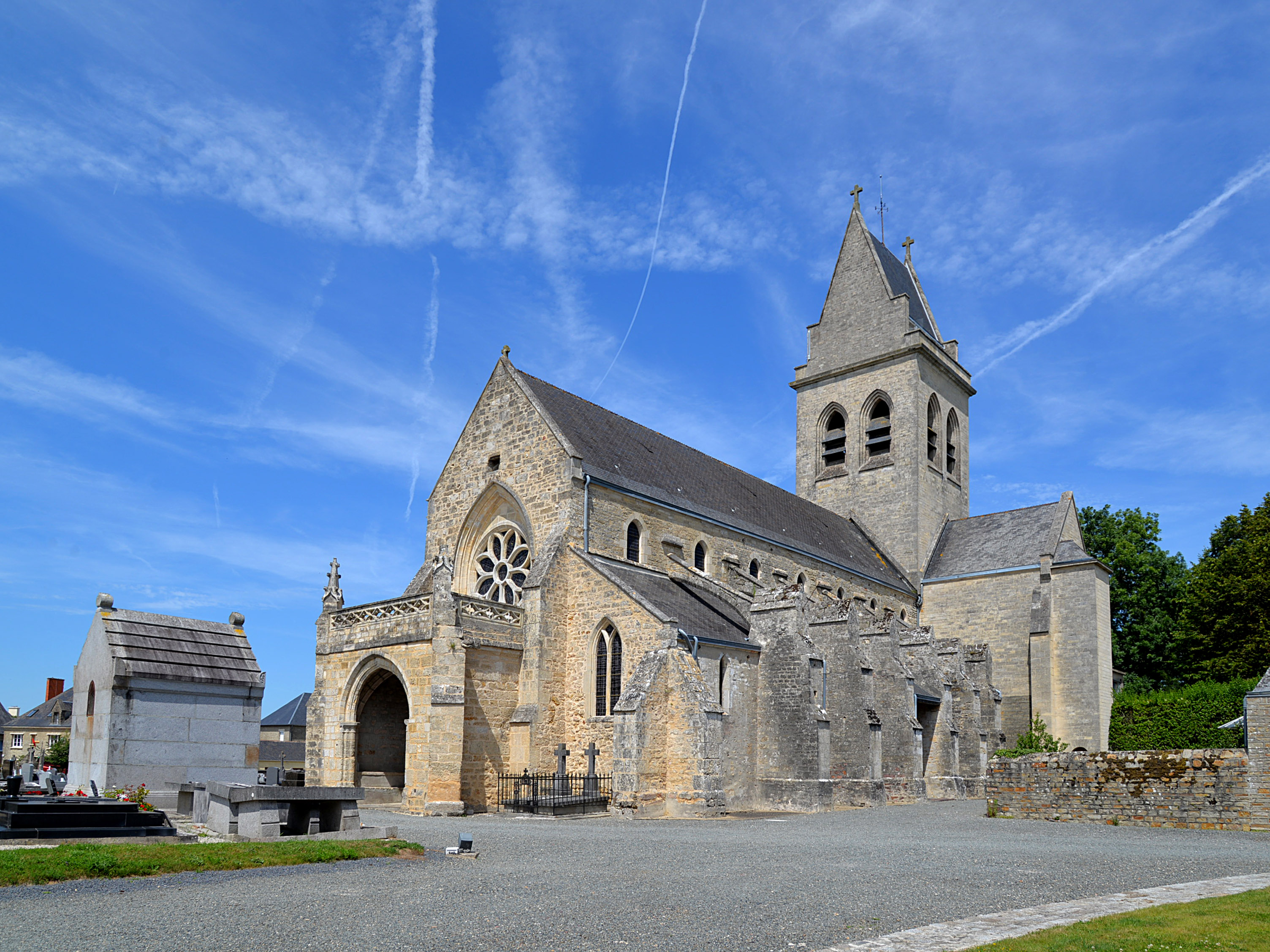
Kirche Saint-Pierre

- Chapelle de la Ferme Manoir de Bléhou
- Kapelle Saint-Ortaire
- Kirche Saint-Pierre